# Балдисеро Канавезе
Балдисеро Канавезе (итал. Baldissero Canavese) је насеље у Италији у округу Торино, региону Пијемонт.
Према процени из 2011. у насељу је живело 200 становника. Насеље се налази на надморској висини од 391 м.

## Становништво
Према резултатима пописа становништва 2011. у општини је живело 534 становника.
| 1931. | 1936. | 1951. | 1961. | 1971. | 1981. | 1991. | 2001. | 2011. |
| ----- | ----- | ----- | ----- | ----- | ----- | ----- | ----- | ----- |
| 500   | 505   | 482   | 452   | 474   | 466   | 547   | 513   | 534   |